# Серозём
Сероземы — светлые, рыхлые, карбонатные с поверхности почвы с недифференцированным профилем.

## Описание
Материнской породой являются суглинки. 
Распространены в Евразии, Северной Америке, Южной Америке. Это зональный тип почв пустынных степей (полупустынь) субтропического пояса. В России находятся преимущественно на юго-востоке Европейской части России (Среднее и Южное Заволжье, Астраханская область). Образуются под сухими степями. Нуждаются в достаточном количестве тепла и влаги. Содержание гумуса: до 4%; слой гумуса — до 50 см. Для того чтобы улучшить агрономическое состояние серозёмов, необходимо вносить минеральные удобрения.